# Bandżwin
Bandżwin (arab. بنجوين) – miasto w Iraku, w muhafazie As-Sulajmanijja. W 2009 roku liczyło 19 738 mieszkańców.